# Góry Momskie
Góry Momskie (ros. Момский хребет) – pasmo górskie w Rosji (Jakucja). Stanowi wschodnią część Gór Czerskiego, oddzielone od reszty pasm doliną rzeki Moma. Długość pasma około 500 km, wysokość do 2533 m n.p.m..
W południowej części rozgałęzia się na dwa mniejsze pasma: Arga-Tas (wysokość do 2391 m) i Garmyczan (wysokość do 2406 m).
Pasmo zbudowane jest z mezozoicznych skał osadowych i wylewnych; porozcinane głębokimi dolinami rzek (Badiaricha, Sułakkan, Delkin, Rassocha). W niższych partiach rzadkie lasy modrzewiowe, w wyższych tundra górska. W partiach szczytowych rzeźba alpejska.
Część pasma obejmuje park krajobrazowy „Momskij”.